# Busseola fuscantis
Busseola fuscantis là một loài bướm đêm trong họ Noctuidae.